# Alex Santana (futebolista)
Alex Paulo Menezes Santana (Atibaia, 13 de maio de 1995) é um futebolista brasileiro que atua como volante. Atualmente joga no Grêmio, emprestado pelo Corinthians.

## Carreira

### Internacional
Alex começou sua carreira futebolística no Internacional, sendo emprestado várias vezes, durante 2016 a 2018.

### Guarani
Em 2016 foi emprestado ao Guarani. Como reserva da equipe foi vice-campeão da Série C daquele mesmo ano.

### Paraná
Entre 2017 e 2018 esteve emprestado ao Paraná Clube, onde começou a se destacar. Em 2017 esteve na equipe que levou o Paraná de volta à Série A após dez anos seguidos que o clube esteve na Campeonato Brasileiro de Futebol - Série B. Porém, a campanha do time na Campeonato Brasileiro de Futebol de 2018 - Série A foi pífia e o time foi rebaixado, com Alex Santana sendo um dos poucos destaques da equipe paranista.

### Botafogo
Em 8 de janeiro de 2019, foi contratado pelo Botafogo, envolvendo a ida de Rodrigo Lindoso para o Internacional, antigo time de Alex, antes de ir para o Botafogo.
Pela 1.ª fase da Copa do Brasil de 2019, contra o Campinense, Alex Santana fez seu primeiro gol com a camisa do Botafogo, e foi um "golaço" (gíria do futebol para gol bonito). Alex Santana deu um chute muito forte de fora da área, sem condições do goleiro adversário defender. Sendo assim, ajudou o Botafogo a se classificar para a 2.ª fase da Copa do Brasil.
No dia 20 de fevereiro de 2019, contra o Defensa y Justicia na partida de volta da 1.ª fase da Copa Sul-Americana de 2019, além de ter feito uma partida muito boa taticamente, fez um gol primoroso. O lance envolveu um chute quase do meio de campo, de 3 dedos e no ângulo, considerado por muitos como "O gol que Pelé não fez". No dia 17 de março de 2019, marcou no clássico carioca contra o Fluminense, dando ao Botafogo o empate.

### Ludogorets
Em 16 de julho de 2020, Alex Santana assinou contrato com o Ludogorets depois de quase duas temporadas defendendo o Botafogo. O time búlgaro pagou aproximadamente 780 mil euros (4,7 milhões de reais) para contar com o novo reforço.

### Athletico Paranaense
Em 28 de julho de 2022, foi anunciado pelo Athletico Paranaense com um contrato até julho de 2026. O furacão desembolsou 2,5 milhões de euros (cerca de R$13,2 milhões) pelo atleta. Sua estreia aconteceu no dia 4 de agosto de 2022, no empate por 0-0 contra o Estudiantes, na Ligga Arena, pela Copa Libertadores 2022. Marcou seu primeiro gol com a camisa do Athletico no dia 30 de agosto de 2024, na vitória por 1-0 contra o Palmeiras, na Ligga Arena, pela Copa Libertadores 2022. Em 16 de outubro de 2022, disputou seu primeiro Atletiba, jogo em que o Athletico saiu vitorioso por 1-0 contra o rival. Em 2024, o atleta encerrou seu ciclo no furacão. Bicampeão Paranaense, ele se despediu com 80 partidas disputadas e 12 gols marcados.

### Corinthians

#### 2024
Em 15 de julho de 2024, foi anunciado pelo Corinthians com um contrato até o fim de 2027. O timão adquiriu 100% dos direitos do atleta por 2,5 milhões de dólares (R$13,6 milhões). Sua estreia com a camisa do Corinthians aconteceu no dia 16 de julho de 2024, sendo titular na vitória por 2–1 contra o Criciúma, na Neo Química Arena, pelo Campeonato Brasileiro 2024. Sua apresentação oficial ocorreu após sua a estreia em campo, em 19 de julho de 2024, no CT Joaquim Grava. Em 6 de agosto de 2024, teve uma lesão na coxa esquerda constatada, após o empate por 1–1 contra o Juventude e só deverá retornar em novembro, perdendo quase todo o restante da temporada.
Em 13 de setembro de 2024, o jogador voltou aos gramados do CT para realizar trabalhos especificos com a equipe de fisioterapia. Em 20 de outubro de 2024, foi relacionado para a partida de volta contra o Flamengo pela Copa do Brasil 2024. O voltante se lesionou no começo de agosto e não atuava desde então. Em 22 de outubro de 2024, foi inscrito na Copa Sul-Americana 2024. O jogador voltou a entrar em campo no dia 24 de outubro de 2024, no empate por 2–2 contra o Racing Club, na Neo Química Arena, pela Copa Sul-Americana 2024.

#### 2025
Marcou seu primeiro gol com a camisa do Coritnhians em 22 de janeiro, na vitória por 2-1 contra o Água Santa, na Neo Química Arena, pelo Campeonato Paulista 2025. Em 27 de março, sagrou-se campeão do Campeonato Paulista 2025 após o empate contra o Palmeiras por 0x0, porém o jogo de ida o Corinthians venceu por 1-0.

### Grêmio
Em 8 de junho de 2025, foi emprestado para o Grêmio até o final da temporada.

## Estatísticas
Atualizadas até 15 de maio de 2025.
Clubes
| Clube                | Temporada         | Campeonato nacional | Campeonato nacional | Campeonato nacional | Copa nacional[a] | Copa nacional[a] | Copa nacional[a] | Competições continentais[b] | Competições continentais[b] | Competições continentais[b] | Outros torneios[c] | Outros torneios[c] | Outros torneios[c] | Total | Total | Total   |
| Clube                | Temporada         | Jogos               | Gols                | Assist.             | Jogos            | Gols             | Assist.          | Jogos                       | Gols                        | Assist.                     | Jogos              | Gols               | Assist.            | Jogos | Gols  | Assist. |
| -------------------- | ----------------- | ------------------- | ------------------- | ------------------- | ---------------- | ---------------- | ---------------- | --------------------------- | --------------------------- | --------------------------- | ------------------ | ------------------ | ------------------ | ----- | ----- | ------- |
| Internacional        | 2013              | 1                   | 0                   | 0                   | —                | —                | —                | —                           | —                           | —                           | —                  | —                  | —                  | 1     | 0     | 0       |
| Internacional        | 2014              | —                   | —                   | —                   | —                | —                | —                | —                           | —                           | —                           | 3                  | 0                  | 0                  | 3     | 0     | 0       |
| Internacional        | 2015              | 1                   | 0                   | 0                   | —                | —                | —                | —                           | —                           | —                           | —                  | —                  | —                  | 1     | 0     | 0       |
| Internacional        | 2017              | 1                   | 0                   | 0                   | —                | —                | —                | —                           | —                           | —                           | —                  | —                  | —                  | 1     | 0     | 0       |
| Internacional        | Total             | 3                   | 0                   | 0                   | —                | —                | —                | —                           | —                           | —                           | 3                  | 0                  | 0                  | 6     | 0     | 0       |
| Criciúma             | 2016              | —                   | —                   | —                   | —                | —                | —                | —                           | —                           | —                           | 12                 | 0                  | 0                  | 12    | 0     | 0       |
| Criciúma             | Total             | —                   | —                   | —                   | —                | —                | —                | —                           | —                           | —                           | 12                 | 0                  | 0                  | 12    | 0     | 0       |
| Guarani              | 2016              | 12                  | 1                   | 0                   | —                | —                | —                | —                           | —                           | —                           | —                  | —                  | —                  | 12    | 1     | 0       |
| Guarani              | Total             | 12                  | 1                   | 0                   | —                | —                | —                | —                           | —                           | —                           | —                  | —                  | —                  | 12    | 1     | 0       |
| Paraná               | 2017              | —                   | —                   | —                   | 7                | 0                | 0                | —                           | —                           | —                           | 12                 | 2                  | 0                  | 19    | 2     | 0       |
| Paraná               | 2018              | 27                  | 4                   | 0                   | —                | —                | —                | —                           | —                           | —                           | 5                  | 0                  | 0                  | 32    | 4     | 0       |
| Paraná               | Total             | 27                  | 4                   | 0                   | 7                | 0                | 0                | —                           | —                           | —                           | 17                 | 2                  | 0                  | 51    | 6     | 0       |
| Botafogo             | 2019              | 24                  | 5                   | 1                   | 4                | 1                | 0                | 6                           | 1                           | 0                           | 8                  | 3                  | 0                  | 42    | 10    | 1       |
| Botafogo             | 2020              | —                   | —                   | —                   | 3                | 0                | 0                | —                           | —                           | —                           | 8                  | 1                  | 0                  | 11    | 1     | 0       |
| Botafogo             | Total             | 24                  | 5                   | 1                   | 7                | 1                | 0                | 6                           | 1                           | 0                           | 16                 | 4                  | 0                  | 53    | 11    | 1       |
| Ludogorets Razgrad   | 2020–21           | 23                  | 5                   | 3                   | 3                | 0                | 0                | 8                           | 0                           | 2                           | 1                  | 0                  | 0                  | 35    | 5     | 5       |
| Ludogorets Razgrad   | 2021–22           | 20                  | 6                   | 0                   | 4                | 0                | 0                | 10                          | 0                           | 0                           | 1                  | 1                  | 0                  | 35    | 7     | 0       |
| Ludogorets Razgrad   | 2022–23           | 3                   | 1                   | 2                   | —                | —                | —                | 4                           | 1                           | 0                           | —                  | —                  | —                  | 7     | 2     | 2       |
| Ludogorets Razgrad   | Total             | 46                  | 12                  | 5                   | 7                | 0                | 0                | 22                          | 1                           | 2                           | 2                  | 1                  | 0                  | 77    | 14    | 7       |
| Athletico Paranaense | 2022              | 13                  | 2                   | 0                   | —                | —                | —                | 5                           | 1                           | 0                           | —                  | —                  | —                  | 18    | 3     | 0       |
| Athletico Paranaense | 2023              | 21                  | 3                   | 0                   | 3                | 2                | 0                | 5                           | 2                           | 0                           | 15                 | 1                  | 1                  | 44    | 8     | 1       |
| Athletico Paranaense | 2024              | 3                   | 0                   | 0                   | 1                | 0                | 0                | 6                           | 0                           | 0                           | 8                  | 1                  | 1                  | 18    | 1     | 1       |
| Athletico Paranaense | Total             | 37                  | 5                   | 0                   | 4                | 2                | 0                | 16                          | 3                           | 0                           | 23                 | 2                  | 2                  | 80    | 12    | 2       |
| Corinthians          | 2024              | 12                  | 0                   | 0                   | 1                | 0                | 0                | 2                           | 0                           | 0                           | —                  | —                  | —                  | 15    | 0     | 0       |
| Corinthians          | 2025              | 3                   | 0                   | 0                   | 1                | 0                | 0                | 5                           | 0                           | 0                           | 13                 | 2                  | 0                  | 22    | 2     | 0       |
| Corinthians          | Total             | 15                  | 0                   | 0                   | 2                | 0                | 0                | 7                           | 0                           | 0                           | 13                 | 2                  | 0                  | 37    | 2     | 0       |
| Grêmio               | 2025              | 0                   | 0                   | 0                   | 0                | 0                | 0                | 0                           | 0                           | 0                           | 0                  | 0                  | 0                  | 0     | 0     | 0       |
| Grêmio               | Total             | 0                   | 0                   | 0                   | 0                | 0                | 0                | 0                           | 0                           | 0                           | 0                  | 0                  | 0                  | 0     | 0     | 0       |
| Total na carreira    | Total na carreira | 164                 | 27                  | 6                   | 27               | 3                | 0                | 51                          | 5                           | 2                           | 86                 | 11                 | 2                  | 328   | 46    | 10      |

- a. ^ Jogos da Copa do Brasil e Copa da Bulgária
- b. ^ Jogos da Copa Sul-Americana, Liga dos Campeões da UEFA, Liga Europa e Copa Libertadores
- c. ^ Jogos do Campeonato Gaúcho, Campeonato Catarinense, Campeonato Paranaense, Primeira Liga do Brasil, Campeonato Carioca e Supercopa da Bulgária

## Títulos
Internacional
- Campeonato Gaúcho: 2014

Ludogorets Razgrad
- Campeonato Búlgaro: 2020–21 e 2021–22
- Supercopa da Bulgaria: 2021

Athletico Paranaense
- Campeonato Paranaense: 2023 e 2024

Corinthians
- Campeonato Paulista: 2025

Grêmio
- Recopa Gaúcha 2025[27]